# Callithrix penicillata

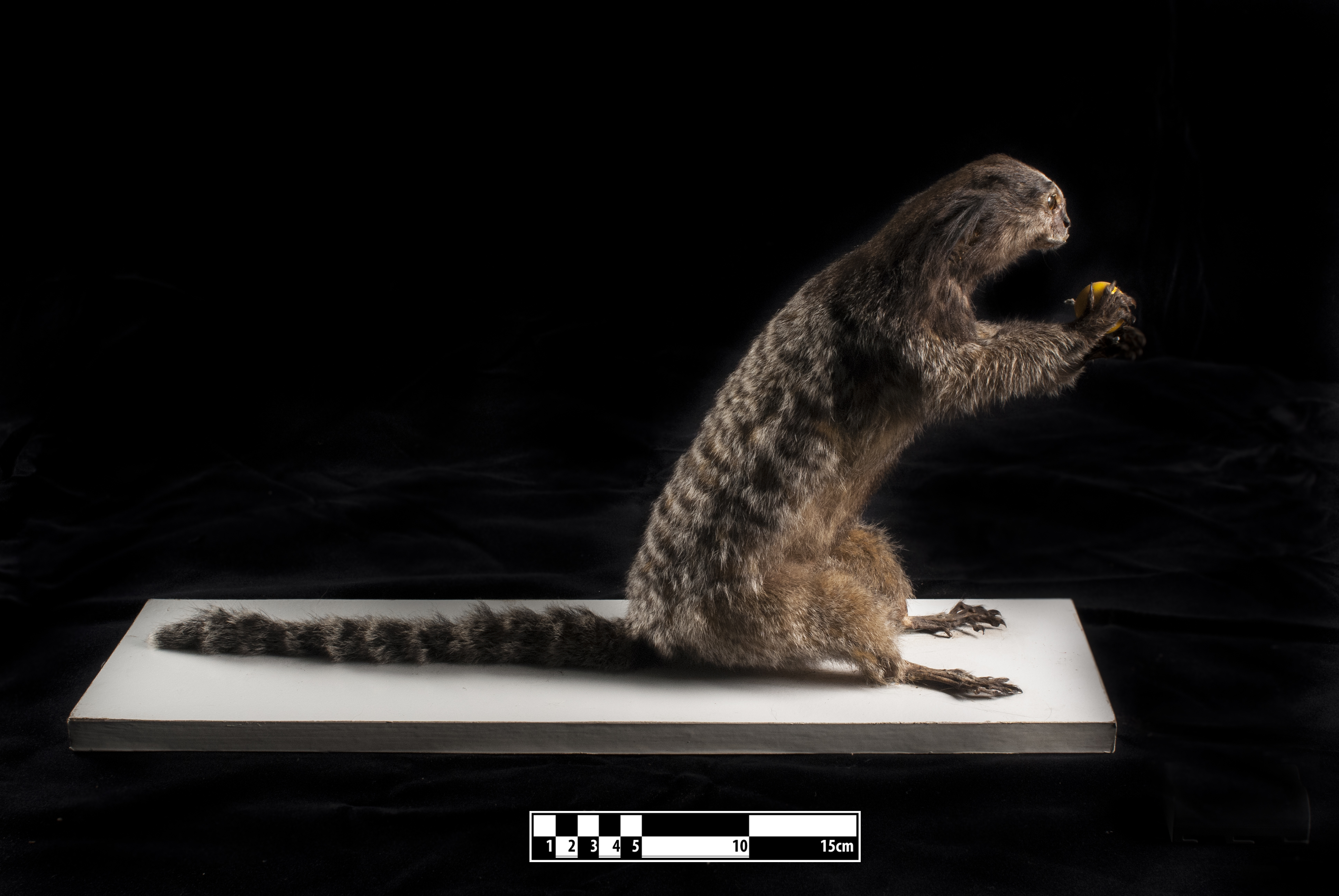
Taxidermie de ouistiti

Ouistiti à pinceaux noirs, Ouistiti pénicillé
 (novembre 2011).
Espèce
Statut de conservation UICN

 LC  : Préoccupation mineure
Statut CITES
L'Ouistiti à pinceaux noirs ou Ouistiti pénicillé (Callithrix penicillata) est une espèce de primate de la famille des Callitrichidae.

## Description

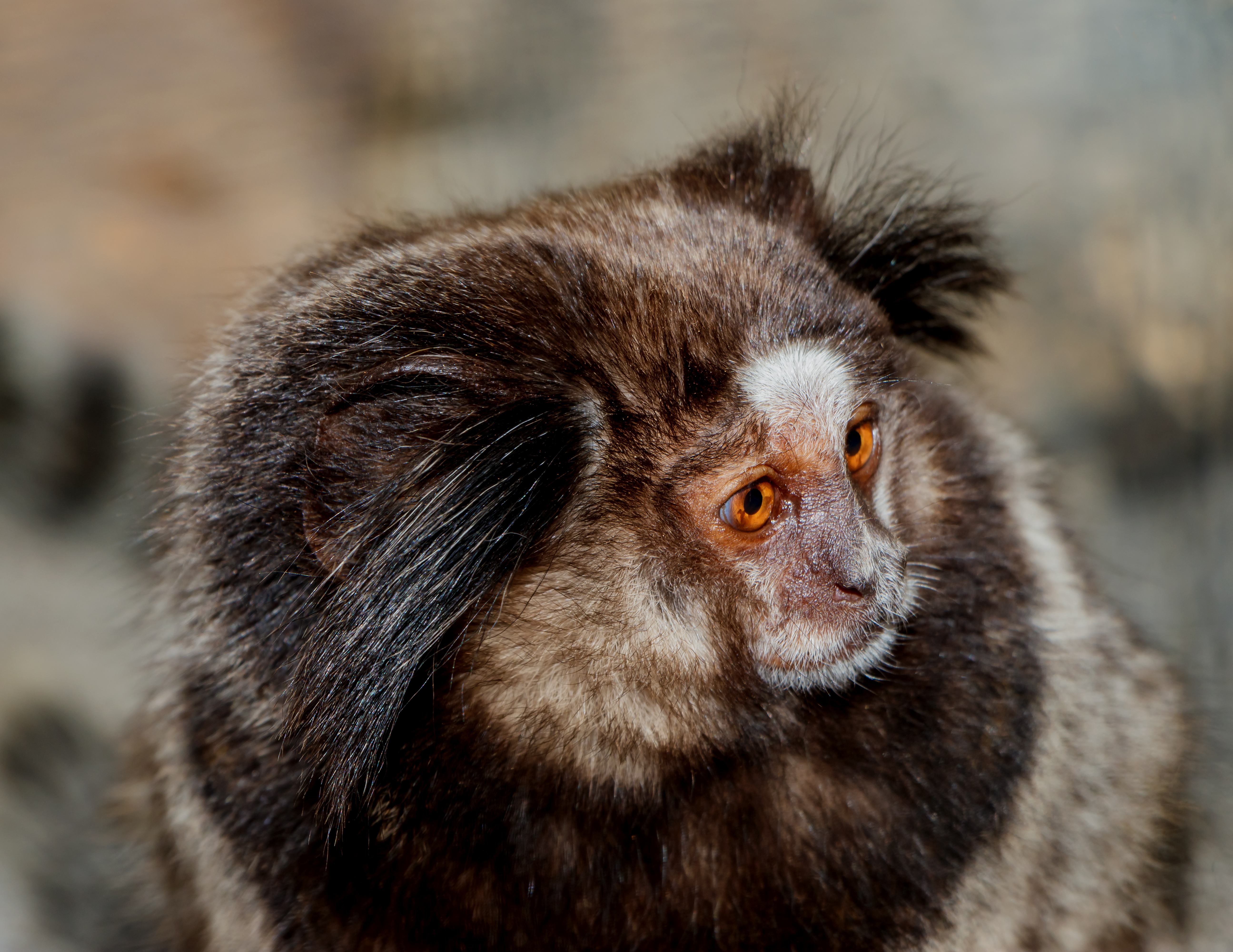
Un callithrix penicillata à Breña Alta, Canaries. Mars 2019.

Sa robe est brune mouchetée de gris. Son dos et sa queue sont rayés de noir et de gris. Ses pattes arrière sont grises chamoisées. Il a la tête sombre avec des poils plus clairs autour de la face et parfois une « étoile » blanche au front. Il a aussi de longs pinceaux de poils noirs aux oreilles (4,5 cm).
Il mesure de 20 à 23 cm. Sa queue, quant à elle, mesure de 29 à 33 cm. Il pèse entre 225 g pour les mâles et 182 g pour les femelles.

## Répartition
Sa zone de distribution est vaste. Il se trouve notamment dans la région centre-est du Brésil, notamment les États du Minas Gerais et du Goiás. Il est aussi présent dans les États de São Paulo (nord), Rio de Janeiro, Bahia (pas la côte), Goiás, Piauí (extrême sud-ouest) et Maranhão (nord-est, sur la côte). On le rencontre à l’ouest jusqu’au Rio Araguaia, à l’est jusqu’au Rio Jequitinhonha, au nord-ouest jusqu’au bas Rio Tocantins, au nord jusqu’aux côtes du Maranhão central, au sud jusqu’au Rio Tietê (22°S environ).

## Habitat
Il vit dans la forêt tropicale humide de la Mata Atlântica, dans les forêts primaires et secondaires, même dégradées. On le rencontre aussi dans les plantations de cacao.
Il partage parfois son environnement avec le Ouistiti du Nordeste et le Hurleur noir (Alouatta caraya). On le trouve parfois avec le Petit singe-lion à tête dorée (Leontopithecus chrysomelas).

## Alimentation
Il est gommivore-frugivore-insectivore. La recherche d’exsudats représente environ 70 % de son temps d’alimentation, dans le cerradão. Les fruits n’entrent que pour 30 % de son régime et il consomme aussi des bulbes d’orchidée (Cyrtopodium sp.), quelques arthropodes (araignées, criquets, lantes, isoptères, larves diverses) et des œufs d’oiseau. Dans l’APA de Gama/Cabeca-de-Veado (Distrito Federal), quelques essences lui procurent son content de gomme, notamment les pau-terra (Quarea grandiflora, Q. parviflora et Q. multiflora), les pau-de-tucano [autrement dit les arbres-du-toucan, ainsi nommés car leurs fleurs ressemblent au bec ouvert d’un toucan] notamment Vochysia rufa, V. elliptica et V. thyrsoidea, ainsi que l’araliacée Schefflera macrocarpum. Ici, il consomme aussi les fruits de Miconia ferruginata, Miconia albicans, jamelão (Syzygium jambolana), Brosimum gaudichaudii, Alibertia concolor et pomba (Erythroxylum exaltatum), ainsi que le nectar de Caryocar brasiliense et Styrax ferrugineus.
Dans les forêts-galeries en bordure de la caatinga, ce primate consomme beaucoup la résine du pau pombo (Tapirira guianensis), un arbre très répandu en Amérique du Sud, en partie du fait de l’homme.
Dans le PE de Fernão Dias (Minas Gerais), d’après Tadeu Artur de Melo Jr, il suit deux espèces de fourmis légionnaires (Eciton burchelli et Labidus praedator) : celles-ci avancent en colonne, effrayant notamment sur leur passage moult arthropodes (criquets, sauterelles, araignées, blattes, mites) sur lesquels fondent les primates.
En captivité, on a observé des spécimens capturant et dévorant des moineaux égarés dans leur cage.

## Comportement
Le ouistiti à pinceaux noir est diurne. Il vit en groupe social composé de 2 à 14 individus, qui consiste en un couple et leurs enfants.

## Reproduction
Cette espèce est monogame. Les couples se reproduisent deux fois par an. La gestation est d'environ 150 jours. La femelle donne naissance à 1 à 4 petits (généralement 2). Les deux parents s'occupent de leurs enfants.

## Menaces
Déforestation. Parvient à survivre dans des îlots forestiers fragmentés ou les forêts-galeries dégradées. Dans la côte du sud Bahia, il est encore fréquent dans cette région de collines vouée aux plantations d’hévéas, palmiers (à huile, pupunha, piassava), cacaoyers, guaraná, héliconia, manioc et autres bananiers, sans oublier le bétail, c’est dire combien l’espèce résiste bien aux activités humaines envahissantes.